# フランティシェク・ノイマン
フランティシェク・ノイマン（František Neumann, 1874年6月16日 - 1929年2月25日）は、チェコ出身の指揮者・作曲家。

## 経歴
モラヴィア地方のプルジェロフに生まれた。プロスチェヨフとクルディムの学校に通い、プラハで音楽を学ぶ。オロモウツで父親の燻製肉事業を手伝うも、1896年にライプツィヒ音楽院に入学し、カール・ライネッケとザロモン・ヤーダスゾーンに師事。1898年にはカールスルーエでフェリックス・モットルの助手をし、ハンブルクの歌劇場で練習指揮者となった。その後、レーゲンスブルク、リンツ、リベレツ、テプリツェなど各地の歌劇場を渡り歩き、1919年から亡くなるまでブルノ国立劇場の音楽監督を務めた。
レオシュ・ヤナーチェクの作品の擁護者であり、『カーチャ・カバノヴァー』『利口な女狐の物語』など4作のオペラの初演に関与している。
自らの作品には11のオペラ、2つのバレエ曲、2つのカンタータなどがある。